# Batalla de Triavna
La batalla de Triavna  (en búlgar: Битка Трявна при) es va produir el 1190 a les muntanyes al voltant de la moderna ciutat de Triavna, al centre de Bulgària. El resultat va ser una victòria de Bulgària sobre l'Imperi Romà d'Orient, que va aconseguir els èxits aconseguits des del començament de la rebel·lió d'Ivan i Pere el 1185.

## Antecedents
Després de la seva segona campanya a Mèsia i el fracàs al setge de Lòvetx en 1187, l'emperador romà d'Orient Isaac II Àngel es va veure obligat a concloure una treva, de fet reconeguint la independència de Bulgària. Fins a 1189, ambdós bàndols van observar la treva. Els búlgars van usar aquest temps per organitzar encara més la seva administració i exèrcit. Quan els soldats de la Tercera Croada van arribar a les terres búlgares a Niš, Assèn i Peter es van oferir a ajudar l'emperador del Sacre Imperi Romà Germà, Federico I Barbarosa, amb una força de 40.000 contra els romans d'Orient. No obstant això, es van suavitzar les relacions entre els croats i els romans d'Orient, i es va evadir la proposta búlgara.
El 1189 l'emperador germànic Frederic I es va presentar a la frontera nord de l'Imperi Romà d'Orient amb un exèrcit de 150.000 homes de camí cap a Terra Santa, encapçalant la Tercera Croada. Tot i les amenaces d'Isaac, Frederic va avançar i va passar l'hivern a Adrianòpolis i després va travessar el Bòsfor, negociant secretament l'ajut dels búlgars contra els romans d'Orient i d'aquests contra els búlgars. Tant va alarmar a l'emperador aquest exèrcit croat que Isaac va enviar ambaixadors a Saladí oferint la seva aliança contra els llatins a canvi de la devolució del Sant Sepulcre, aliança que Saladí va refusar.

## Batalla
El 1193 va lliurar una segona guerra contra els búlgars en la qual els romans d'Orient van obtenir una terrible derrota en la batalla de Triavna: l'emperador amb prou feines va salvar la vida, el tresor imperial inclosa la corona i la creu van acabar en mans dels búlgars.

## Conseqüències
Pere Assèn es va retirar voluntàriament deixant el tron al seu germà Joan Assèn. Isaac II no ho volia donar tot per perdut i el 1194, va aplegar un gran exèrcit format per europeus i orientals, però van tornar a ser vençuts en la batalla d'Arcadiòpolis. L'emperador encara va fer un darrer intent per recuperar els territoris a través d'una aliança amb el rei d'Hongria, però mentre estava fora fou deposat pel seu germà Aleix III Àngel.